# Irena Mészárosová
Irena Mészárosová, též Irén Mészáros (* 26. srpna 1941), byla slovenská a československá politička maďarské národnosti a bezpartijní poslankyně Sněmovny lidu Federálního shromáždění za normalizace.

## Biografie
K roku 1971 se profesně uvádí jako členka JZD.
Ve volbách roku 1971 zasedla do Sněmovny lidu (volební obvod č. 154 - Štúrovo, Západoslovenský kraj). Ve Federálním shromáždění setrvala do konce funkčního období, tedy do voleb v roce 1976.